# 5-메틸유리딘 삼인산
5-메틸유리딘 삼인산(영어: 5-methyluridine triphosphate, m5UTP)은 뉴클레오사이드 삼인산의 한 종류이다. 5-메틸유리딘 삼인산은 티미딘의 리보뉴클레오사이드 삼인산이지만, 티미딘 삼인산이라는 용어는 관례적으로 디옥시리보뉴클레오사이드 삼인산에 사용되기 때문에 "5-메틸유리딘"이라는 명명법을 사용한다.

## 같이 보기
- 5-메틸유리딘
- 디옥시티미딘 삼인산 (dTTP)